# Hasan Ali Adıgüzel
Hasan Ali Adıgüzel (* 3. April 2000 in Alaşehir) ist ein türkischer Fußballspieler, der aktuell für Akhisar Belediyespor tätig ist.

## Spielerkarriere

### Verein
Adıgüzel begann mit dem Vereinsfußball in der Jugend seines Heimatvereins Alaşehir Belediyespor und wechselte 2013 in die Jugend von Akhisar Belediyespor. Mit der Saison 2016/17 wurde Adıgüzel neben seiner Tätigkeit bei der Reservemann- und Nachwuchsmannschaften, auch Teil der Profimannschaft. Sein Debüt im Profibereich absolvierte er in der Pokalpartie vom 26. Oktober 2016 gegen Nazilli Belediyespor.

### Nationalmannschaft
Adıgüzel durchlief ab die türkische U-15-, U-16- und die U-17-Nationalmannschaften.